# Copris interioris
Copris interioris är en skalbaggsart som beskrevs av Hermann Julius Kolbe 1897. Copris interioris ingår i släktet Copris och familjen bladhorningar. Inga underarter finns listade i Catalogue of Life.